# Woodsia pallida
Woodsia pallida là một loài dương xỉ trong họ Woodsiaceae. Loài này được Copel. mô tả khoa học đầu tiên năm 1941.
Danh pháp khoa học của loài này chưa được làm sáng tỏ. 